# Elecciones legislativas de Argentina de 1987
Las elecciones legislativas de Argentina de 1987, las terceras elecciones legislativas desde la restauración de la democracia, se realizaron el domingo 6 de septiembre del mencionado año, con el objetivo de renovar la mitad (127) de los 254 escaños de la Cámara de Diputados, cámara baja del Congreso de la Nación Argentina. También se renovaron la totalidad de las legislaturas provinciales, y se eligió a los nuevos gobernadores en todos los distritos del país. El Territorio nacional de la Tierra del Fuego, Antártida e Islas del Atlántico Sur no realizó elecciones para diputados debido a que solo tenía dos bancas, ya renovadas en 1985, por lo que fue la última elección nacional donde dicho distrito no participó.
En medio de una fuerte desaceleración económica, más el desprestigio del gobierno ante las leyes de Obediencia Debida y Punto Final, que ponían fin a los juicios contra los crímenes de lesa humanidad cometidos durante la última dictadura militar, el resultado fue una estrecha victoria para el opositor Partido Justicialista (PJ) que obtuvo el 41,29% de los votos y 60 de los 127 escaños en disputa. La oficialista Unión Cívica Radical (UCR) quedó en segundo lugar con el 37,24% de los votos y 52 escaños. Sin embargo, por sus anteriores resultados, la UCR conservó la mayoría simple en la cámara con 118 de las 254 bancas, aunque perdió la mayoría absoluta. En tercer lugar quedó la Unión del Centro Democrático (UCeDé), que experimentó un notorio crecimiento, en contraste con el Partido Intransigente (PI), que quedó por primera vez en su historia en cuarto lugar y prácticamente en la irrelevancia política, al no obtener ningún diputado (pero conservando los 5 que tenía anteriormente). Fue la primera victoria electoral del peronismo desde 1973.
Tras la victoria justicialista, la agenda legislativa del gobierno de Raúl Alfonsín prácticamente se vino abajo, ante un Congreso casi del todo dominado por la oposición. El gobierno radical empezó a experimentar un progresivo desangramiento, que culminaría con la hiperinflación argentina de 1989 y 1990, provocando el adelantamiento de las elecciones presidenciales de 1989 y el traspaso anticipado del gobierno al presidente peronista Carlos Menem el 8 de julio del mencionado año. La legislatura electa en los comicios de 1985, sin embargo, finalizó su cargo después que Alfonsín, el 10 de diciembre de 1989. El desfazaje entre la asunción presidencial y la asunción legislativa provocado por el adelantamiento no se corregiría hasta 1999.

## Reglas electorales
Las reglas electorales fundamentales que rigieron la elección legislativa fueron establecidas en el texto constitucional entonces vigente (Reforma constitucional 1957) y la Ley N.º 22 838 del 23 de junio de 1983, sancionada por el dictador Reynaldo Bignone «en uso de las atribuciones conferidas el Estatuto para el Proceso de Reorganización Nacional».
Las principales reglas electorales para la elección legislativa fueron:
- Representación proporcional mediante sistema d'Hondt por listas cerradas en distritos plurinominales.
- No participan en la asignación de cargos las listas que no logren un mínimo del 3% del padrón electoral del distrito
- Un mínimo de cinco diputados por distrito.

## Cargos a elegir
| Provincia           | Bancas totales | A renovar |
| ------------------- | -------------- | --------- |
| Buenos Aires        | 70             | 35        |
| Capital Federal     | 25             | 12        |
| Catamarca           | 5              | 2         |
| Chaco               | 7              | 3         |
| Chubut              | 5              | 3         |
| Córdoba             | 18             | 9         |
| Corrientes          | 7              | 4         |
| Entre Ríos          | 9              | 4         |
| Formosa             | 5              | 3         |
| Jujuy               | 6              | 3         |
| La Pampa            | 5              | 2         |
| La Rioja            | 5              | 3         |
| Mendoza             | 10             | 5         |
| Misiones            | 7              | 4         |
| Neuquén             | 5              | 2         |
| Río Negro           | 5              | 3         |
| Salta               | 7              | 4         |
| San Juan            | 6              | 3         |
| San Luis            | 5              | 2         |
| Santa Cruz          | 5              | 2         |
| Santa Fe            | 19             | 10        |
| Santiago del Estero | 7              | 4         |
| Tierra del Fuego    | 2              | —         |
| Tucumán             | 9              | 5         |
| Total               | 254            | 127       |

## Contexto histórico
La estima nacional e internacional que había logrado el presidente Raúl Alfonsín, de la Unión Cívica Radical, por realizar el Juicio a las Juntas (proceso judicial contra las cúpulas militares por su participación en crímenes de lesa humanidad durante la dictadura militar entre 1976 y 1983) sufrió un fuerte revés en diciembre de 1986 cuando, por iniciativa suya, el Congreso aprobó la Ley de Punto Final, que limitaba los juicios civiles contra unos 300 oficiales implicados en el terrorismo de Estado en Argentina en las décadas de 1970 y 1980 a los que fueran imputados en los siguientes sesenta días a la aprobación de esa ley, una orden difícil dada la renuencia de muchas víctimas y testigos a declarar. El Juicio a las Juntas había sido el principal (y casi el único) motivo por el cual la UCR ganó las legislativas de 1985, y el fin de los enjuiciamientos ponía en peligro la estabilidad del gobierno en su recta final. Las concesiones de Alfonsín, sin embargo, no aplacaron a los partidarios de la línea dura en el Ejército Argentino. Aunque eran una facción minoritaria, los llamados Carapintadas (grupos disidentes y nostálgicos con la dictadura), pusieron en peligro la democracia restaurada en 1983.
El 15 de abril de 1987, este grupo, comandado por el teniente coronel Aldo Rico, realizó un levantamiento en Campo de Mayo. Aunque el alzamiento no contaba con casi ningún apoyo popular, Alfonsín carecía de la suficiente subordinación como para sofocar militarmente la rebelión. Durante los siguientes cuatro días los principales partidos del país -UCR, PJ, UCD, PDC, PI, PC y PS- suscribieron el «Acta de Compromiso Democrático», oponiéndose a la actitud de los militares reconociendo los grados de responsabilidad en la represión que habían sido anunciada por el PEN antes del intento de golpe. Este último punto llevó a algunas fuerzas de izquierda -el MAS, el PCR, el PO, y las Madres de Plaza de Mayo- a distanciarse del grupo de los firmantes. Manifestaciones populares se hicieron presentes en Campo de Mayo y la Plaza de Mayo, exigiendo la rendición de los sublevados. Negociando en persona con los rebeldes, Alfonsín anunció en persona la capitulación de los Carapintadas desde el balcón de la Casa Rosada, afirmando memorablemente que "la casa está en orden".
La buena voluntad que esto ganó para Alfonsín y la UCR comenzó a erosionarse cuando en junio, el Congreso aprobó la Ley de Obediencia Debida, otra iniciativa del presidente, otorgando inmunidad a los oficiales implicados en crímenes de lesa humanidad sobre la base de la "obediencia debida" a sus superiores. Esta ley, fuertemente condenada por organizaciones como Amnistía Internacional, entre otros, detuvo efectivamente la mayoría de los procesamientos restantes de los criminales del terrorismo de Estado. La economía también se volvió cada vez más desafiante. El Plan Austral de 1985 había contribuido a una recuperación en 1986; pero las frecuentes congelaciones salariales ordenadas por el ministro de Economía, Juan Sourrouille, impidieron que los salarios reales subieran, y el PIB permaneció por debajo de su máximo de 1980, en cualquier caso. Una fuerte caída en los precios mundiales de los productos básicos había evaporado el superávit comercial de 4 mil millones de US$ en 1987, y los pagos de intereses de la deuda externa solo podrían financiarse con más deuda pública, lo que ayudaría a reducir a la mitad el valor del austral argentino después de mayo. La inflación (4% mensual en mayo) aumentó a 14% en agosto, y aunque el PIB creció modestamente, los salarios reales cayeron alrededor de 8%.

## Resultados

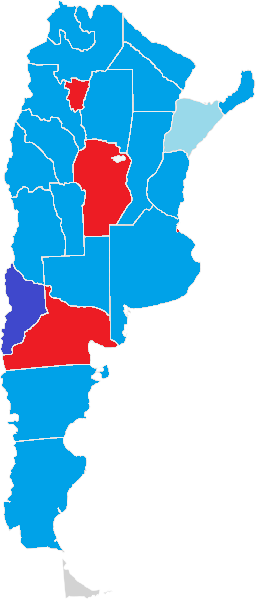
Mapa de la elección.
Partido Justicialista
Unión Cívica Radical
Partido Liberal
Movimiento Popular Neuquino
No votó

El 6 de septiembre, la UCR sufrió un fuerte golpe electoral al perder la mayoría absoluta en la Cámara de Diputados y cinco de sus siete gobernadores elegidos en 1983. El Partido Justicialista (PJ), mientras que no obtuvo una victoria arrolladora y de hecho solo superó al radicalismo por cuatro puntos porcentuales, fue la fuerza más votada en prácticamente todos los distritos, excepto en los bastiones radicales de Capital Federal, Córdoba y Río Negro y en Tucumán, donde el peronismo provincial concurrió dividido pero aun así conservó la gobernación.
En Corrientes, el Pacto Autonomista - Liberal obtuvo amplios avances al conservar la gobernación por amplio margen y, participando solo en dicha provincia, recoger el 1,04% de los votos emitidos en todo el país, aumentando su representación a 4 bancas. En Neuquén triunfó el Movimiento Popular Neuquino. En el plano de los partidos nacionales, el Partido Intransigente (PI), por su parte, decreció notoriamente al punto de no obtener un solo diputado nuevo. Por otra parte, las tres facciones del Partido Socialista (el Partido Socialista Democrático, el Partido Socialista Popular, y el Partido Socialista Auténtico) concurrieron bajo la coalición Unidad Socialista y lograron cosechar más del 8% de las adhesiones en la provincia de Santa Fe, con Guillermo Estévez Boero como cabeza de lista, consagrándose este como el primer diputado socialista del Congreso argentino en décadas.
El mayor revés para el gobierno radical fue la derrota de Juan Manuel Casella, postulante de la UCR para suceder en su cargo a Alejandro Armendáriz, gobernador de la provincia de Buenos Aires (que albergaba al 38% de la población). Al perder la provincia de Buenos Aires en manos del peronista renovador Antonio Cafiero, se ponía fin al Proyecto Patagonia, del gobierno de Alfonsín, que consistía en trasladar la capital a Viedma desde la ciudad de Buenos Aires. El Proyecto, que incluso había sido bendecido personalmente por el Papa Juan Pablo II, no tenía futuro sin el control de la provincia y una mayoría en la cámara baja (el Senado, que no se disputaba en 1987, estaba dominado por el Partido Justicialista).
|  | 16,88 % |

|  | 11,58 % |

|  | 4,05 % |

|  | 2,98 % |

|  | 2,26 % |

|  | 1,65 % |

|  | 0,88 % |

|  | 0,46 % |

|  | 0,38 % |

|  | 0,18 % |

|  | 41,29 % |

|  | 35,90 % |

|  | 0,58 % |

|  | 0,44 % |

|  | 0,32 % |

|  | 37,24 % |

|  | 2,35 % |

|  | 2,26 % |

|  | 0,73 % |

|  | 0,12 % |

|  | 0,12 % |

|  | 0,05 % |

|  | 0,05 % |

|  | 0,05 % |

|  | 0,02 % |

|  | 0,01 % |

|  | 0,01 % |

|  | 5,78 % |

|  | 2,04 % |

|  | 1,52 % |

|  | 0,09 % |

|  | 0,03 % |

|  | 0,00 % |

|  | 1,63 % |

|  | 1,43 % |

|  | 1,38 % |

|  | 0,03 % |

|  | 0,01 % |

|  | 1,42 % |

|  | 1,37 % |

|  | 1,04 % |

|  | 0,92 % |

|  | 0,05 % |

|  | 0,97 % |

|  | 0,62 % |

|  | 0,61 % |

|  | 0,56 % |

|  | 0,52 % |

|  | 0,43 % |

|  | 0,39 % |

|  | 0,37 % |

|  | 0,27 % |

|  | 0,23 % |

|  | 0,02 % |

|  | 0,01 % |

|  | 0,26 % |

|  | 0,17 % |

|  | 0,04 % |

|  | 0,03 % |

|  | 0,24 % |

|  | 0,24 % |

|  | 0,17 % |

|  | 0,15 % |

|  | 0,15 % |

|  | 0,11 % |

|  | 0,00 % |

|  | 0,12 % |

|  | 0,10 % |

|  | 0,08 % |

|  | 0,07 % |

|  | 0,06 % |

|  | 0,06 % |

|  | 0,05 % |

|  | 0,05 % |

|  | 0,03 % |

|  | 0,03 % |

|  | 0,02 % |

|  | 0,02 % |

|  | 0,02 % |

|  | 0,02 % |

|  | 0,01 % |

|  | 0,01 % |

|  | 0,01 % |

|  | 0,01 % |

|  | 0,01 % |

|  | 0,01 % |

|  | 0,01 % |

|  | 0,00 % |

|  | 0,00 % |

|  | 0,00 % |

|  | 0,00 % |

|  | 0,00 % |

|  | 0,00 % |

|  | 97,46 % |

|  | 1,99 % |

|  | 0,47 % |

|  | 0,09 % |

|  | 84,74 % |

|  | 100 % |

## Resultados por provincia
|  | 45,08 % |

|  | 37,55 % |

|  | 6,28 % |

|  | 3,28 % |

|  | 2,50 % |

|  | 1,67 % |

|  | 1,16 % |

|  | 0,67 % |

|  | 0,45 % |

|  | 0,41 % |

|  | 0,35 % |

|  | 0,17 % |

|  | 0,17 % |

|  | 0,14 % |

|  | 0,12 % |

|  | 97,15 % |

|  | 2,32 % |

|  | 0,52 % |

|  | 0,00 % |

|  | 86,31 % |

|  | 100 % |

|  | 39,06 % |

|  | 23,93 % |

|  | 18,18 % |

|  | 4,34 % |

|  | 4,28 % |

|  | 3,17 % |

|  | 2,58 % |

|  | 1,54 % |

|  | 1,23 % |

|  | 0,62 % |

|  | 0,32 % |

|  | 0,21 % |

|  | 0,17 % |

|  | 0,15 % |

|  | 0,14 % |

|  | 0,08 % |

|  | 98,66 % |

|  | 0,90 % |

|  | 0,44 % |

|  | 0,00 % |

|  | 84,34 % |

|  | 100 % |

|  | 54,09 % |

|  | 41,27 % |

|  | 1,29 % |

|  | 1,10 % |

|  | 0,86 % |

|  | 0,63 % |

|  | 0,26 % |

|  | 0,26 % |

|  | 0,24 % |

|  | 98,14 % |

|  | 1,63 % |

|  | 0,22 % |

|  | 0,01 % |

|  | 85,46 % |

|  | 100 % |

|  | 49,85 % |

|  | 45,82 % |

|  | 1,06 % |

|  | 0,93 % |

|  | 0,74 % |

|  | 0,71 % |

|  | 0,34 % |

|  | 0,23 % |

|  | 0,22 % |

|  | 0,11 % |

|  | 98,68 % |

|  | 1,05 % |

|  | 0,27 % |

|  | 78,68 % |

|  | 100 % |

|  | 44,69 % |

|  | 37,40 % |

|  | 8,47 % |

|  | 3,14 % |

|  | 1,81 % |

|  | 1,26 % |

|  | 0,70 % |

|  | 0,67 % |

|  | 0,61 % |

|  | 0,52 % |

|  | 0,38 % |

|  | 0,36 % |

|  | 94,32 % |

|  | 4,96 % |

|  | 0,14 % |

|  | 0,58 % |

|  | 79,93 % |

|  | 100 % |

|  | 46,80 % |

|  | 43,89 % |

|  | 4,17 % |

|  | 1,39 % |

|  | 1,01 % |

|  | 0,95 % |

|  | 0,84 % |

|  | 0,33 % |

|  | 0,32 % |

|  | 0,19 % |

|  | 0,10 % |

|  | 97,15 % |

|  | 2,62 % |

|  | 0,23 % |

|  | 86,09 % |

|  | 100 % |

|  | 44,38 % |

|  | 24,97 % |

|  | 18,02 % |

|  | 5,73 % |

|  | 2,41 % |

|  | 2,01 % |

|  | 1,17 % |

|  | 0,43 % |

|  | 0,33 % |

|  | 0,19 % |

|  | 0,16 % |

|  | 0,12 % |

|  | 0,09 % |

|  | 98,50 % |

|  | 1,02 % |

|  | 0,36 % |

|  | 0,12 % |

|  | 80,07 % |

|  | 100 % |

|  | 48,45 % |

|  | 42,64 % |

|  | 3,52 % |

|  | 1,43 % |

|  | 1,03 % |

|  | 1,01 % |

|  | 0,92 % |

|  | 0,49 % |

|  | 0,26 % |

|  | 0,25 % |

|  | 98,58 % |

|  | 0,68 % |

|  | 0,33 % |

|  | 0,42 % |

|  | 85,44 % |

|  | 100 % |

|  | 50,69 % |

|  | 48,37 % |

|  | 0,40 % |

|  | 0,24 % |

|  | 0,21 % |

|  | 0,10 % |

|  | 92,95 % |

|  | 6,52 % |

|  | 0,53 % |

|  | 80,56 % |

|  | 100 % |

|  | 42,53 % |

|  | 36,24 % |

|  | 14,21 % |

|  | 2,01 % |

|  | 1,02 % |

|  | 0,82 % |

|  | 0,79 % |

|  | 0,67 % |

|  | 0,50 % |

|  | 0,42 % |

|  | 0,40 % |

|  | 0,39 % |

|  | 97,91 % |

|  | 1,50 % |

|  | 0,49 % |

|  | 0,10 % |

|  | 80,66 % |

|  | 100 % |

|  | 53,63 % |

|  | 42,28 % |

|  | 1,75 % |

|  | 0,54 % |

|  | 0,52 % |

|  | 0,49 % |

|  | 0,38 % |

|  | 0,26 % |

|  | 0,15 % |

|  | 96,14 % |

|  | 3,58 % |

|  | 0,27 % |

|  | 0,00 % |

|  | 89,83 % |

|  | 100 % |

|  | 60,86 % |

|  | 33,76 % |

|  | 1,39 % |

|  | 0,78 % |

|  | 0,71 % |

|  | 0,50 % |

|  | 0,50 % |

|  | 0,45 % |

|  | 0,35 % |

|  | 0,30 % |

|  | 0,29 % |

|  | 0,10 % |

|  | 97,43 % |

|  | 1,32 % |

|  | 0,54 % |

|  | 0,71 % |

|  | 83,42 % |

|  | 100 % |

|  | 46,20 % |

|  | 35,66 % |

|  | 14,62 % |

|  | 0,80 % |

|  | 0,74 % |

|  | 0,55 % |

|  | 0,49 % |

|  | 0,27 % |

|  | 0,19 % |

|  | 0,19 % |

|  | 0,11 % |

|  | 0,10 % |

|  | 97,30 % |

|  | 2,26 % |

|  | 0,44 % |

|  | 0,00 % |

|  | 87,23 % |

|  | 100 % |

|  | 47,97 % |

|  | 45,95 % |

|  | 3,05 % |

|  | 0,95 % |

|  | 0,64 % |

|  | 0,44 % |

|  | 0,28 % |

|  | 0,26 % |

|  | 0,26 % |

|  | 0,20 % |

|  | 98,60 % |

|  | 0,98 % |

|  | 0,40 % |

|  | 0,02 % |

|  | 79,28 % |

|  | 100 % |

|  | 45,54 % |

|  | 29,18 % |

|  | 10,94 % |

|  | 9,46 % |

|  | 1,25 % |

|  | 1,06 % |

|  | 0,69 % |

|  | 0,56 % |

|  | 0,50 % |

|  | 0,42 % |

|  | 0,40 % |

|  | 96,90 % |

|  | 2,34 % |

|  | 0,73 % |

|  | 0,02 % |

|  | 86,97 % |

|  | 100 % |

|  | 37,94 % |

|  | 34,20 % |

|  | 21,16 % |

|  | 2,07 % |

|  | 1,35 % |

|  | 1,01 % |

|  | 0,81 % |

|  | 0,57 % |

|  | 0,50 % |

|  | 0,38 % |

|  | 93,49 % |

|  | 5,77 % |

|  | 0,74 % |

|  | 83,56 % |

|  | 100 % |

|  | 51,96 % |

|  | 26,76 % |

|  | 19,73 % |

|  | 0,43 % |

|  | 0,27 % |

|  | 0,26 % |

|  | 0,22 % |

|  | 0,19 % |

|  | 0,19 % |

|  | 98,65 % |

|  | 0,62 % |

|  | 0,54 % |

|  | 0,19 % |

|  | 80,10 % |

|  | 100 % |

|  | 43,57 % |

|  | 22,95 % |

|  | 19,19 % |

|  | 7,67 % |

|  | 3,39 % |

|  | 1,52 % |

|  | 0,53 % |

|  | 0,36 % |

|  | 0,35 % |

|  | 0,27 % |

|  | 0,20 % |

|  | 98,65 % |

|  | 0,79 % |

|  | 0,56 % |

|  | 84,60 % |

|  | 100 % |

|  | 51,35 % |

|  | 33,29 % |

|  | 7,99 % |

|  | 6,35 % |

|  | 0,36 % |

|  | 0,35 % |

|  | 0,30 % |

|  | 96,37 % |

|  | 2,34 % |

|  | 0,14 % |

|  | 0,76 % |

|  | 86,15 % |

|  | 100 % |

|  | 49,54 % |

|  | 46,93 % |

|  | 1,06 % |

|  | 0,63 % |

|  | 0,58 % |

|  | 0,50 % |

|  | 0,43 % |

|  | 0,32 % |

|  | 95,77 % |

|  | 3,55 % |

|  | 0,38 % |

|  | 0,30 % |

|  | 79,37 % |

|  | 100 % |

|  | 42,21 % |

|  | 26,91 % |

|  | 12,63 % |

|  | 8,60 % |

|  | 2,31 % |

|  | 1,75 % |

|  | 1,40 % |

|  | 0,88 % |

|  | 0,65 % |

|  | 0,57 % |

|  | 0,31 % |

|  | 0,26 % |

|  | 0,23 % |

|  | 0,19 % |

|  | 0,10 % |

|  | 96,38 % |

|  | 2,21 % |

|  | 0,40 % |

|  | 0,01 % |

|  | 86,87 % |

|  | 100 % |

|  | 50,60 % |

|  | 42,51 % |

|  | 2,55 % |

|  | 0,96 % |

|  | 0,68 % |

|  | 0,66 % |

|  | 0,58 % |

|  | 0,55 % |

|  | 0,46 % |

|  | 0,24 % |

|  | 0,18 % |

|  | 99,12 % |

|  | 0,72 % |

|  | 0,16 % |

|  | 0,00 % |

|  | 72,17 % |

|  | 100 % |

|  | 34,01 % |

|  | 26,13 % |

|  | 18,95 % |

|  | 16,12 % |

|  | 1,54 % |

|  | 0,92 % |

|  | 0,53 % |

|  | 0,46 % |

|  | 0,32 % |

|  | 0,28 % |

|  | 0,27 % |

|  | 0,22 % |

|  | 0,19 % |

|  | 0,06 % |

|  | 96,18 % |

|  | 1,04 % |

|  | 1,46 % |

|  | 1,32 % |

|  | 81,16 % |

|  | 100 % |

1. ↑  Renunció el 17 de diciembre de 1987, lo reemplaza José Pampuro el 17 de diciembre de 1987.
2. ↑  Renunció el 6 de julio de 1989, lo reemplaza Alberto Cormillot el 6 de julio de 1989. Alberto Cormillot renunció el 19 de julio de 1989, lo reemplaza Carlos Custer el 19 de julio de 1989. Carlos Custer renunció el 1 de marzo de 1990, lo reemplaza Antonio César Libonati el 1 de marzo de 1990.
3. ↑  Renunció el 28 de agosto de 1989, lo reemplaza Roberto Aníbal Cruz el 28 de agosto de 1989.
4. ↑  Renunció el 13 de septiembre de 1990, lo reemplaza Eduardo Marcelo Kohan el 29 de noviembre de 1990.
5. ↑  Renunció el 19 de julio de 1989, lo reemplaza Franco Caviglia el 19 de julio de 1989.
6. ↑  Nunca asumió, lo reemplaza Simón Lázara (PSU) el 24 de febrero de 1988.
7. ↑  Renunció el 16 de agosto de 1989, lo reemplaza Jorge Domínguez el 16 de agosto de 1989. Jorge Domínguez renunció el 25 de septiembre de 1991, lo reemplaza Miguel Unamuno el 6 de noviembre de 1991.
8. ↑  Renunció el 10 de enero de 1990, lo reemplaza Eugenio Isidro Morales el 24 de enero de 1990.
9. ↑  Renunció el 8 de julio de 1989, lo reemplaza Eduardo Varela Cid el 19 de julio de 1989.
10. ↑  Renunció el 10 de julio de 1989, lo reemplaza Jorge Horacio Gentile el 3 de agosto de 1989.
11. ↑  Nunca asumió, lo reemplaza Felipe Teófilo Adaime el 17 de diciembre de 1987.
12. ↑  Renunció el 8 de octubre de 1991, lo reemplaza Zulma Nélida Romero de Rossi el 9 de octubre de 1991.
13. ↑  Renunció el 3 de octubre de 1991, lo reemplaza Mario Vigne el 9 de octubre de 1991.
14. ↑  Renunció el 30 de agosto de 1989, lo reemplaza Salvador Cayetano Formosa el 30 de agosto de 1989. Salvador Cayetano Formosa falleció el 3 de julio de 1991, lo reemplaza Gilberto Bandeo el 17 de julio de 1991.
15. ↑  Renunció el 10 de julio de 1989, lo reemplaza Miguel Ángel Polo el 19 de julio de 1991.
16. ↑  Renunció el 29 de noviembre de 1989, lo reemplaza Juan Carlos Petell el 29 de noviembre de 1989.
17. ↑  Renunció el 9 de diciembre de 1989, lo reemplaza Juan Carlos Suárez el 19 de diciembre de 1989.
18. ↑  Renunció el 19 de julio de 1989, lo reemplaza Jorge Yoma el 19 de julio de 1989. Jorge Yoma renunció el 9 de diciembre de 1989, lo reemplaza Bernardo Eligio Herrera el 19 de diciembre de 1989.
19. ↑  Renunció el 8 de julio de 1989, lo reemplaza José Carlos Motta el 19 de julio de 1989.
20. ↑  Renunció el 12 de agosto de 1991, lo reemplaza Roberto Forlizzi el 14 de agosto de 1991.
21. ↑  Renunció el 18 de abril de 1991, lo reemplaza Santiago Antonio Hernández el 18 de abril de 1991.
22. ↑  Falleció el 6 de junio de 1990, lo reemplaza Roberto Hugo Camera el 6 de junio de 1990.
23. ↑  Renunció el 8 de julio de 1989, lo reemplaza Enrique Horacio Vallejos el 19 de julio de 1989.
24. ↑  Renunció el 10 de julio de 1989, lo reemplaza Rolando Roque Britos el 19 de julio de 1989.
25. ↑  Renunció el 6 de diciembre de 1989, lo reemplaza José María Dámaso Antelo el 19 de diciembre de 1989.
26. ↑  Nunca asumió, lo reemplaza Gaspar Orieta el 17 de diciembre de 1987.

## Boletas

### Capital Federal

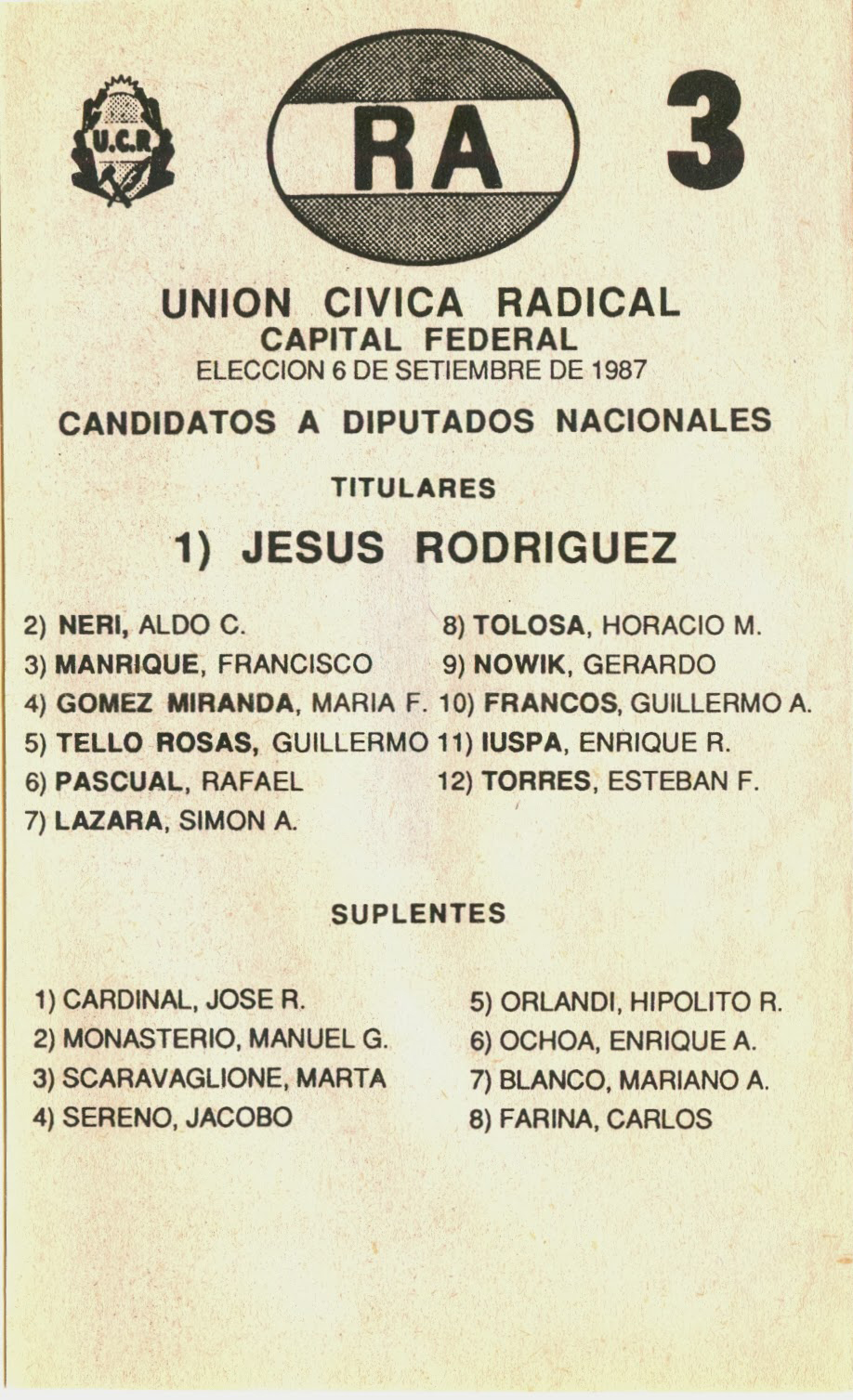
Unión Cívica Radical
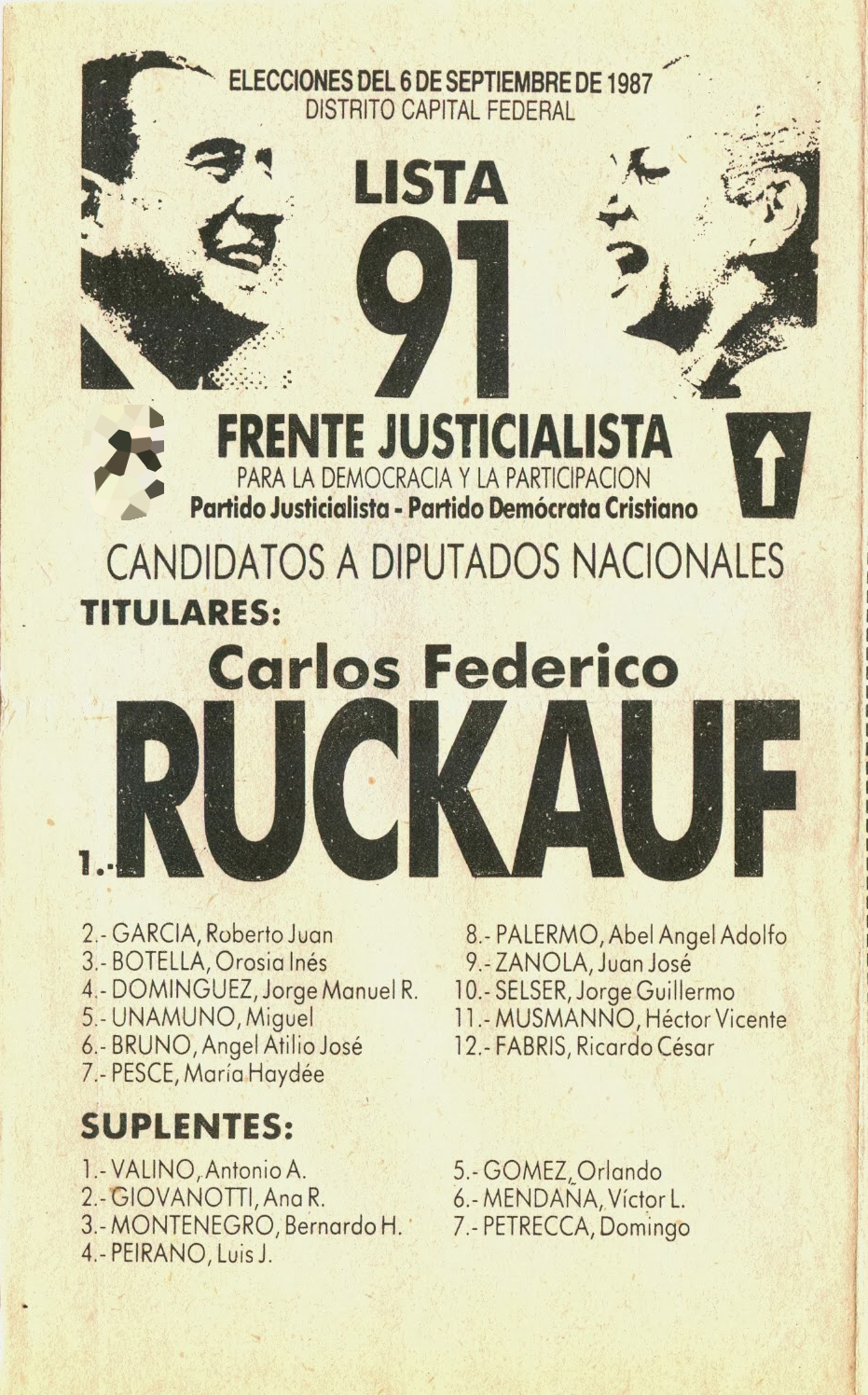
Frente Justicialista
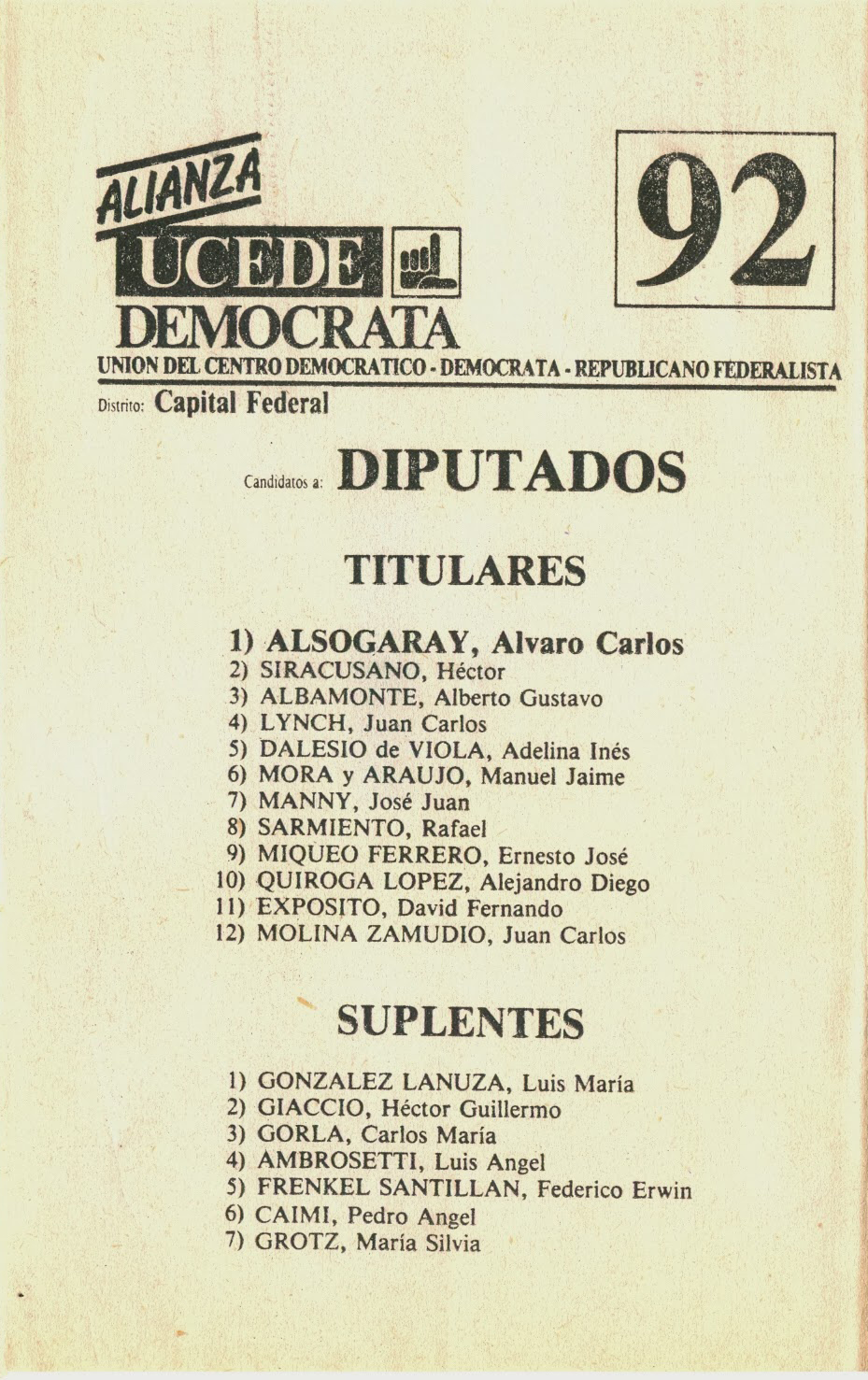
Unión del Centro Democrático
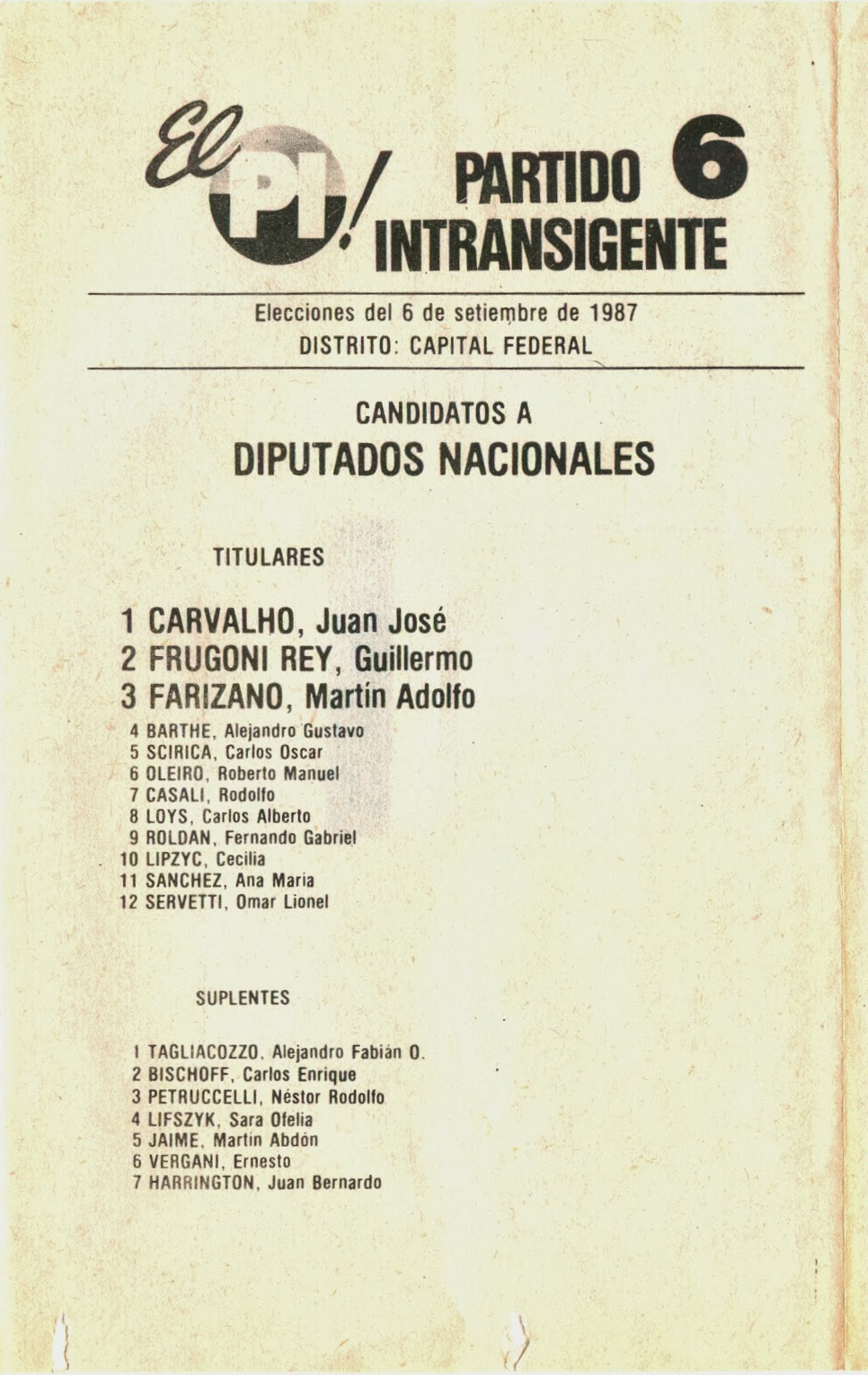
Partido Intransigente
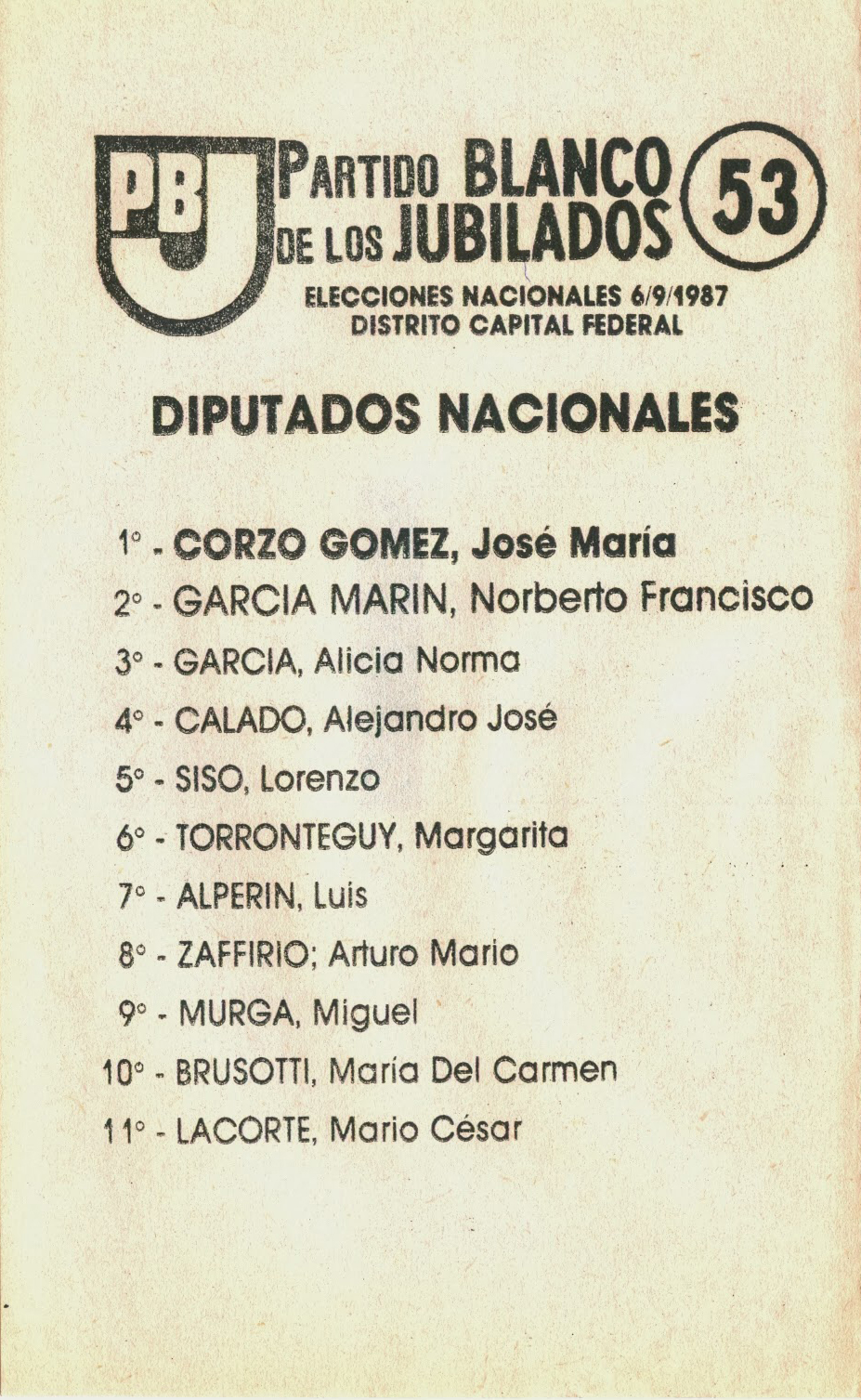
Partido Blanco de los Jubilados
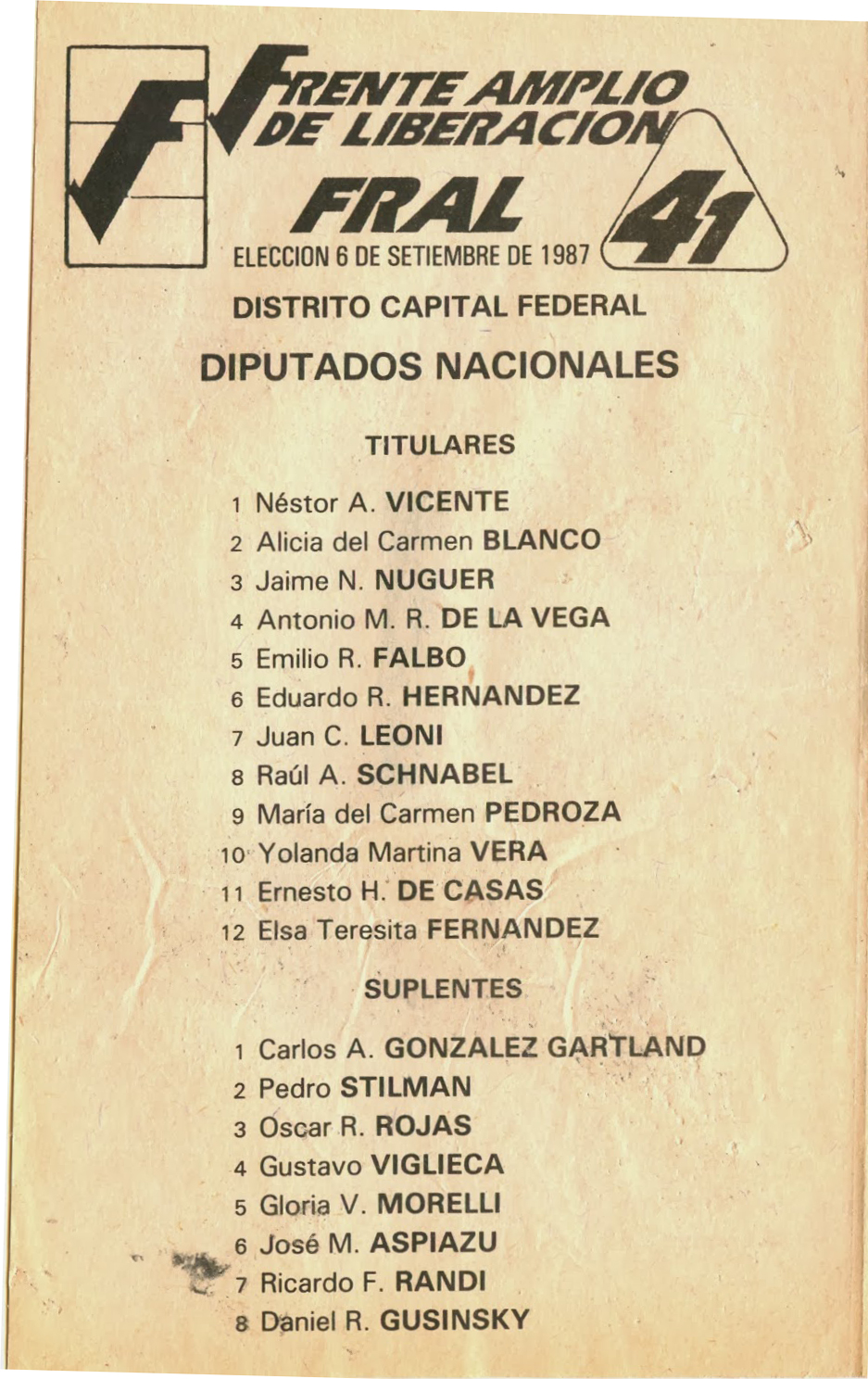
Frente Amplio de Liberación
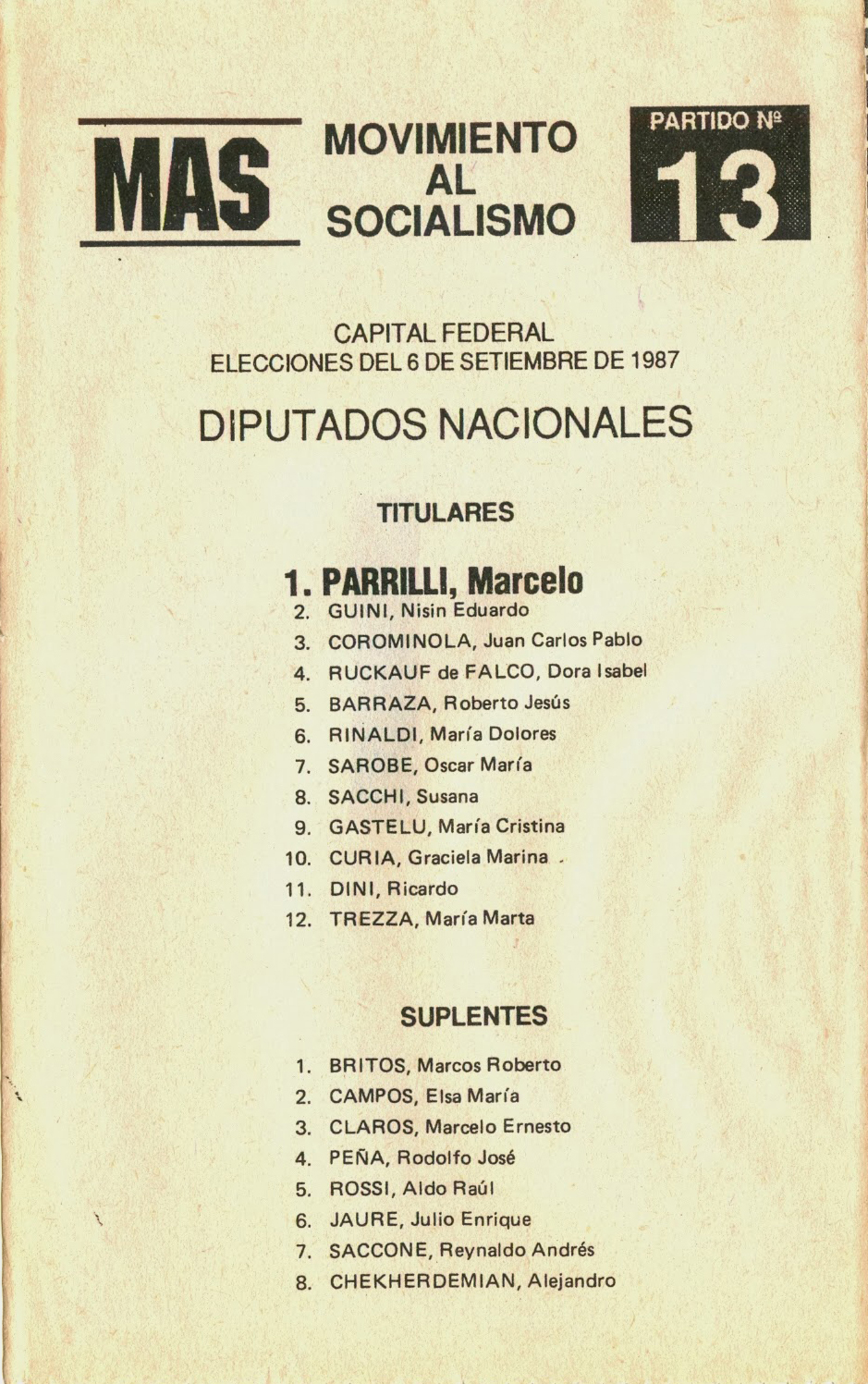
Movimiento al Socialismo
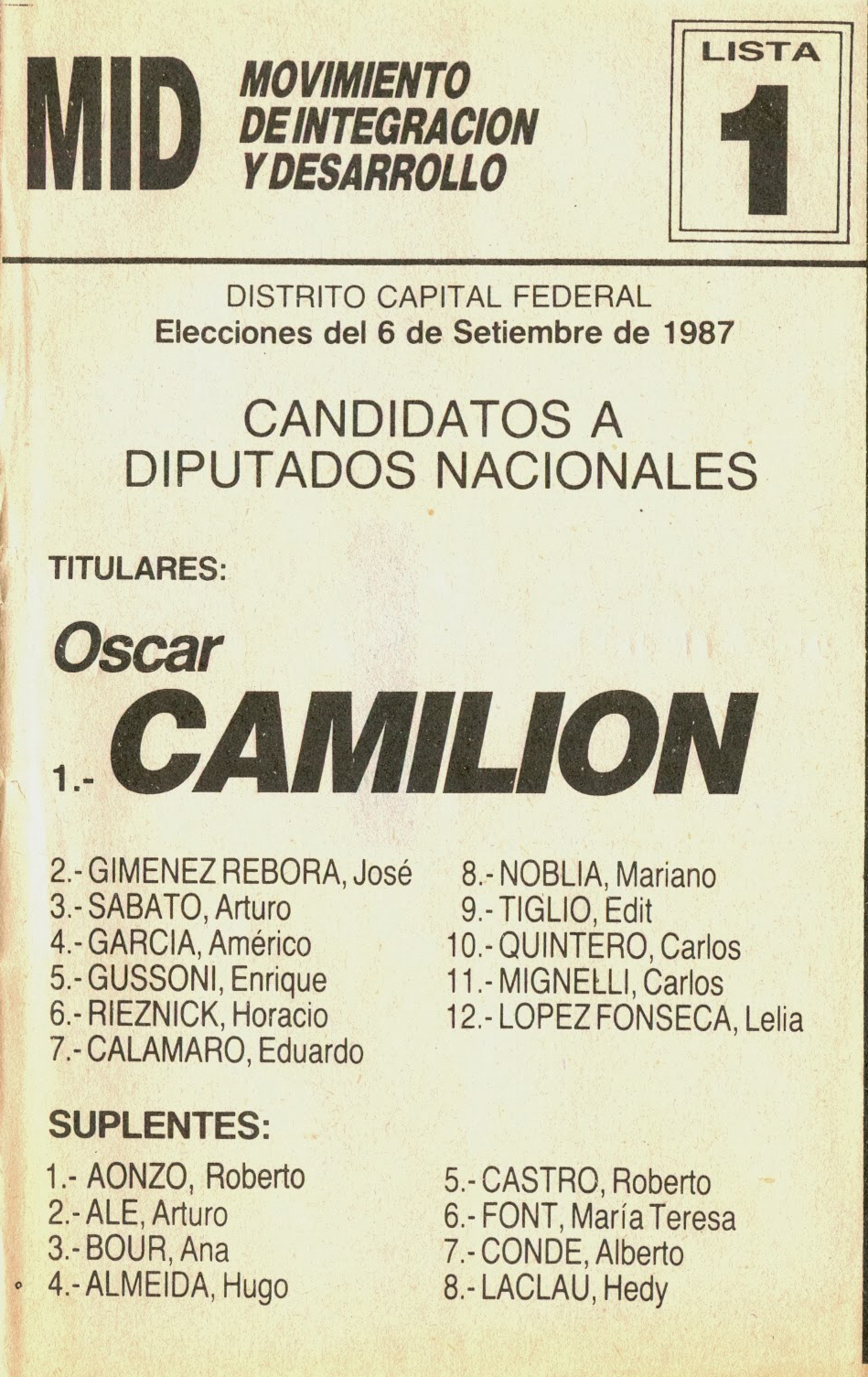
Movimiento de Integración y Desarrollo
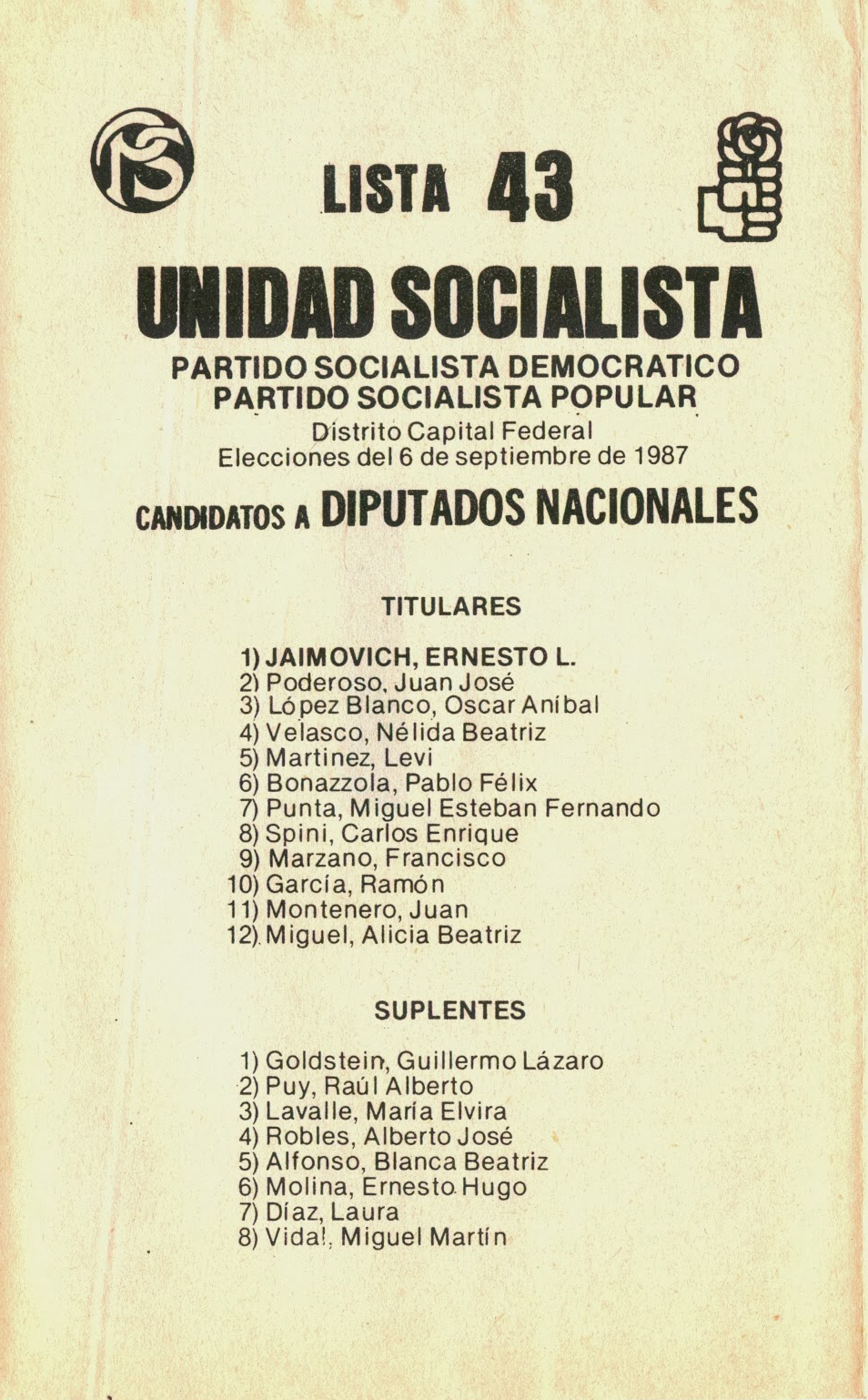
Unidad Socialista
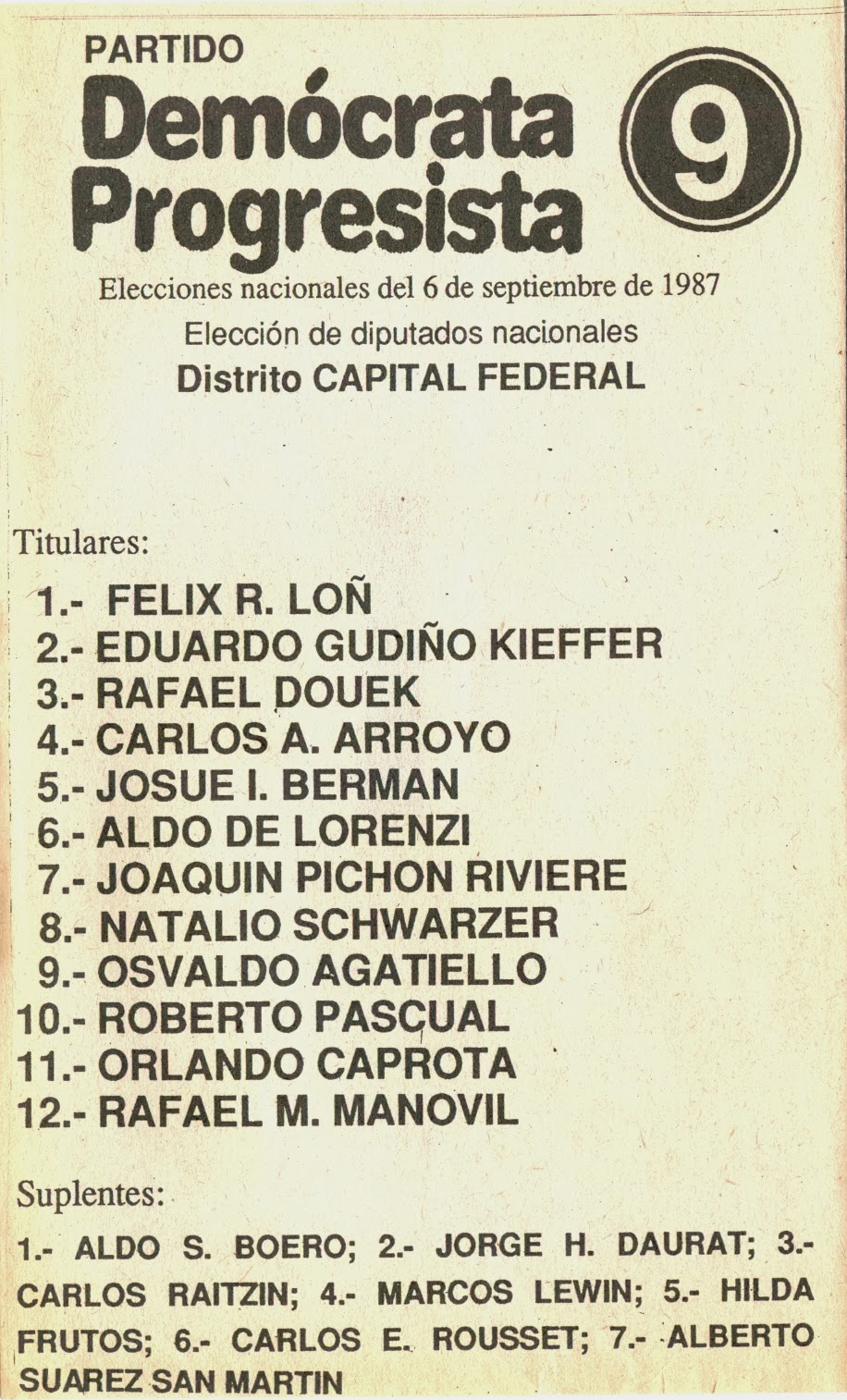
Partido Demócrata Progresista
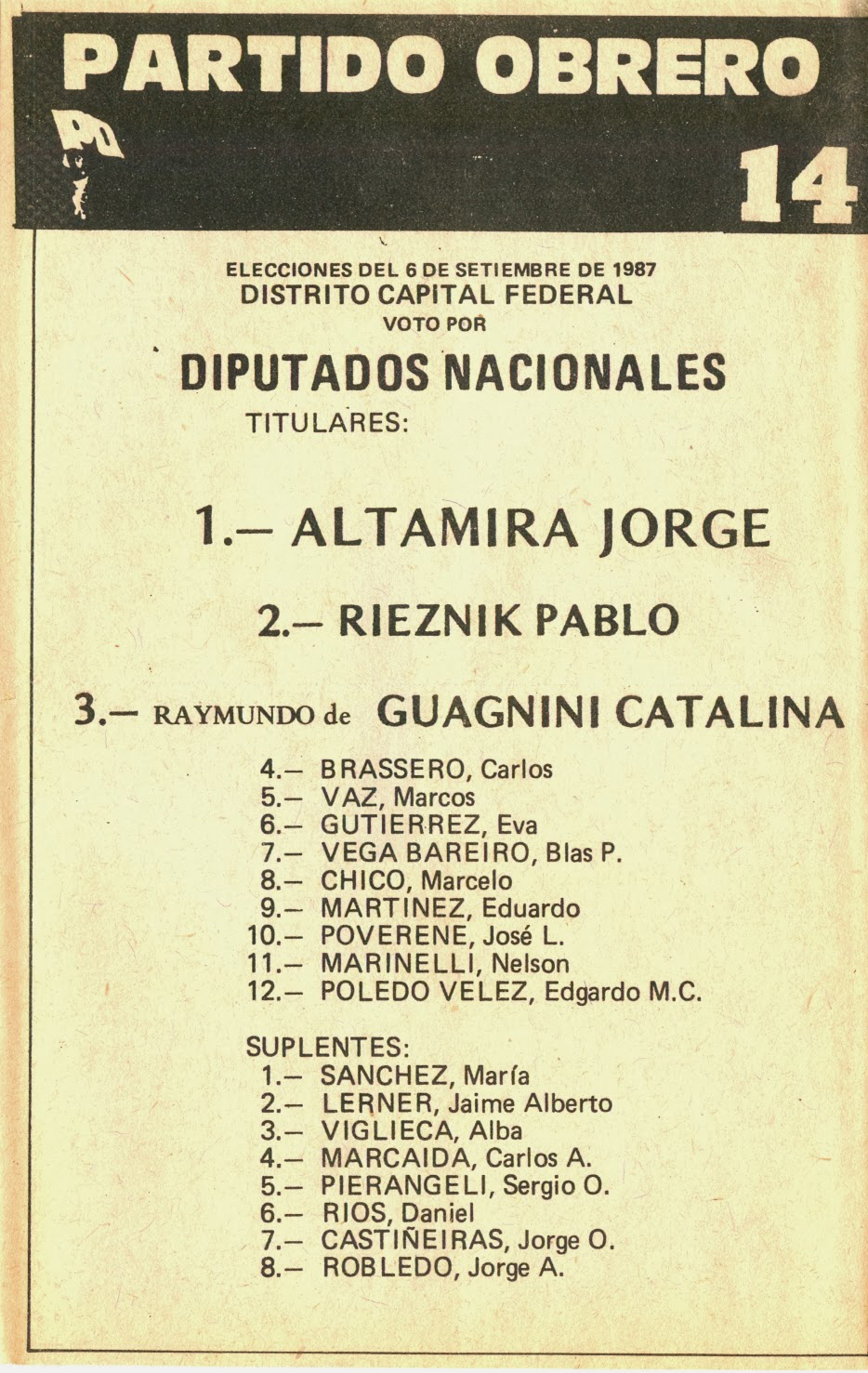
Partido Obrero
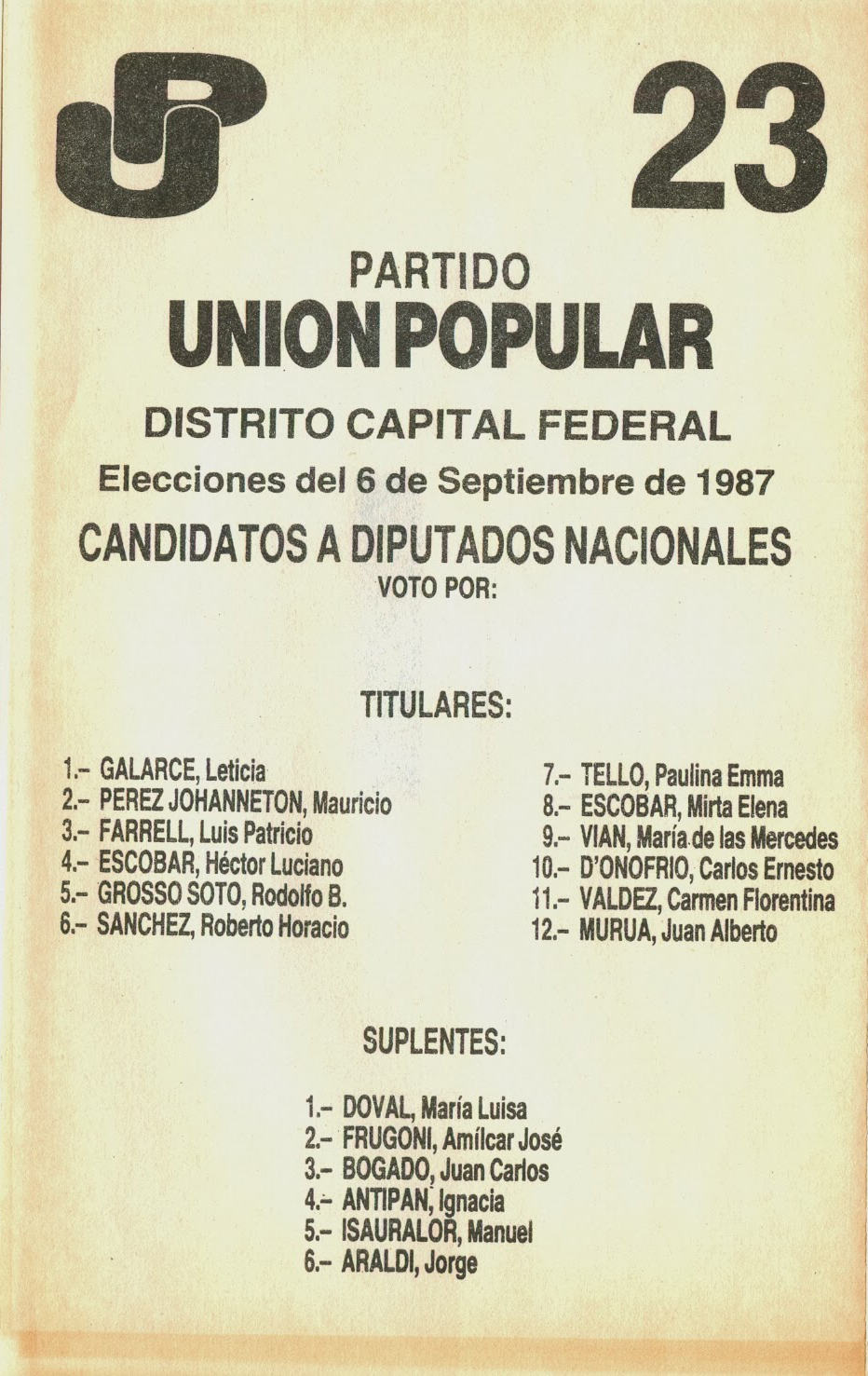
Unión Popular
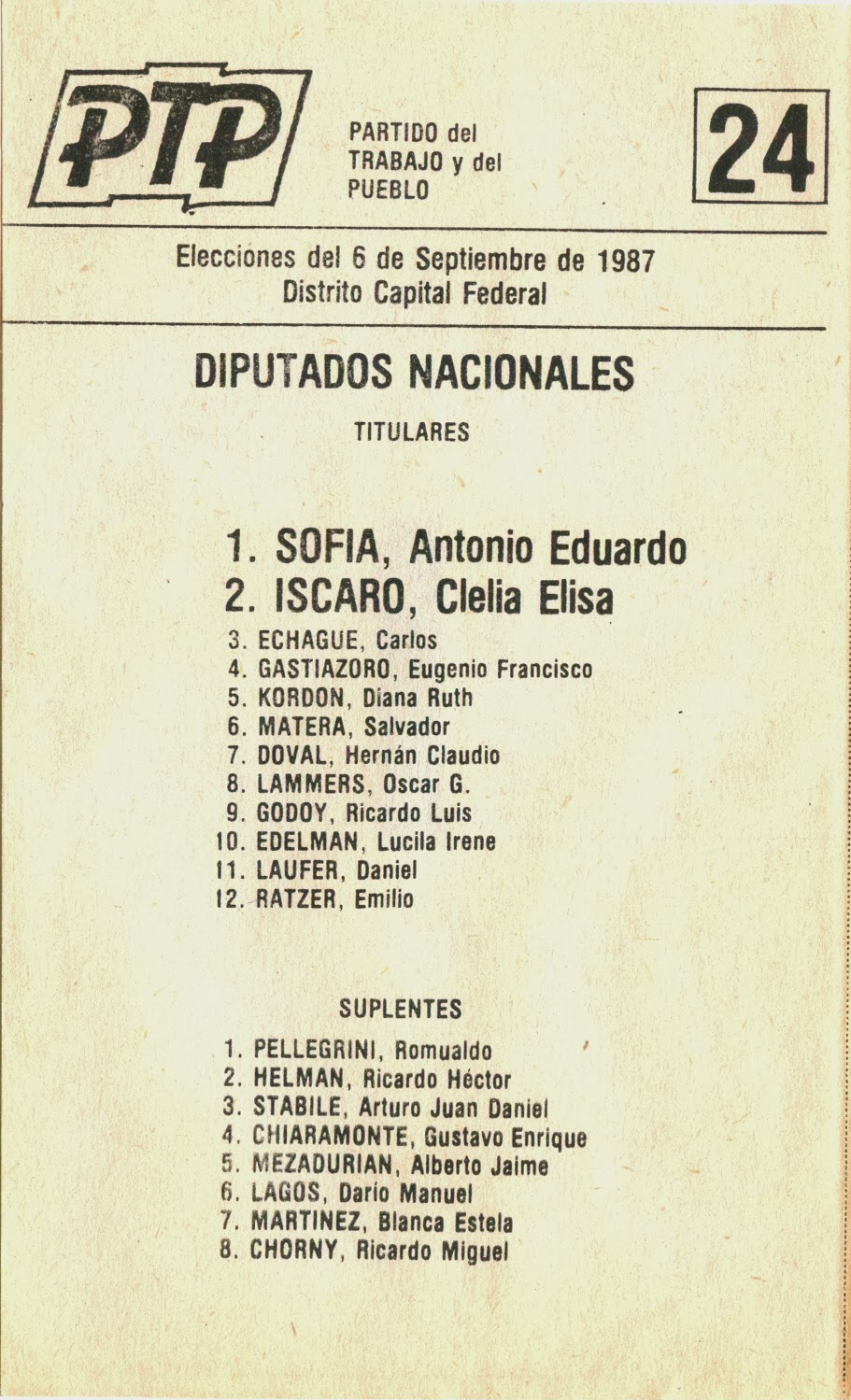
Partido del Trabajo y del Pueblo
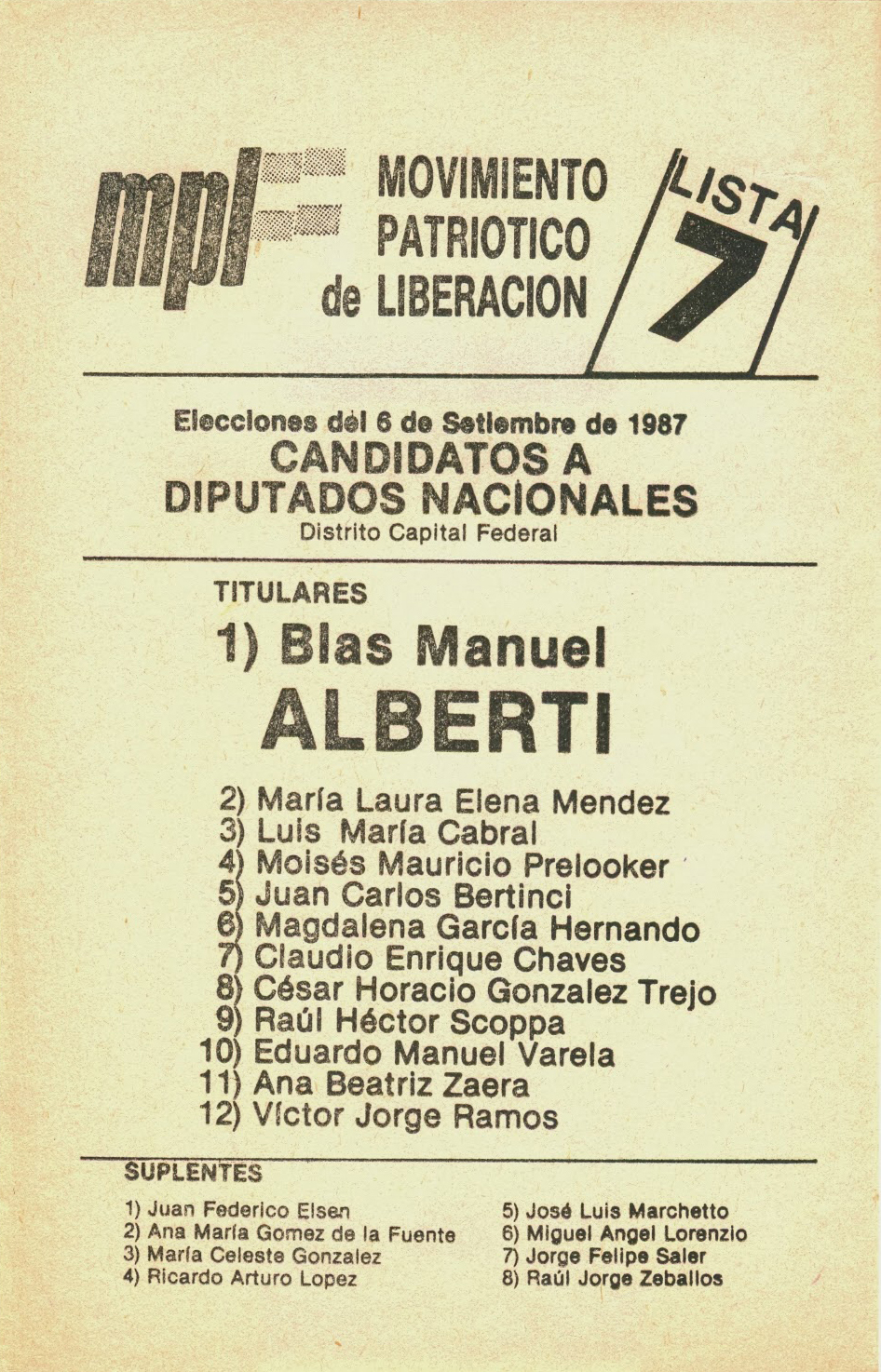
Movimiento Patriótico de Liberación
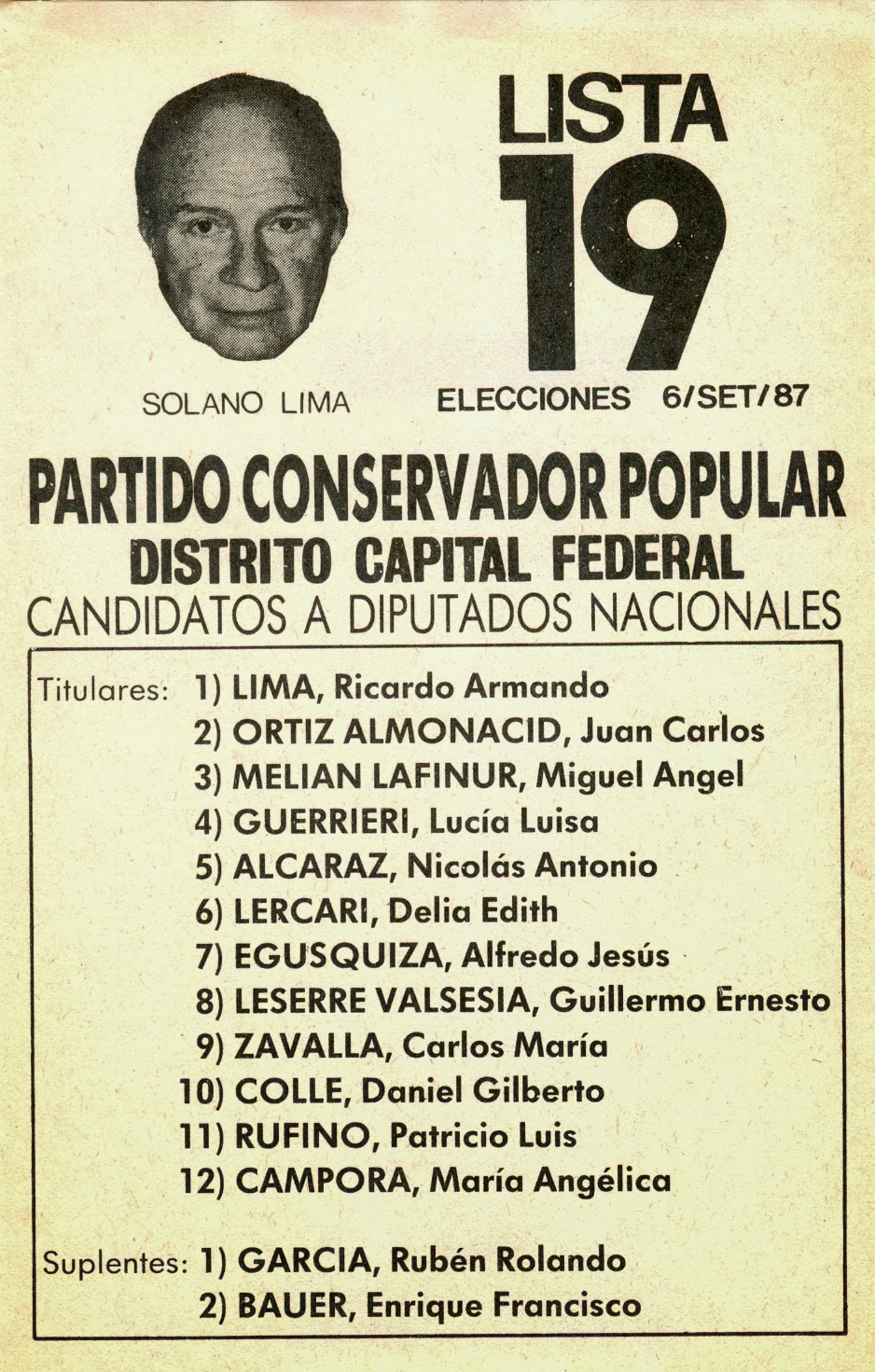
Partido Conservador Popular
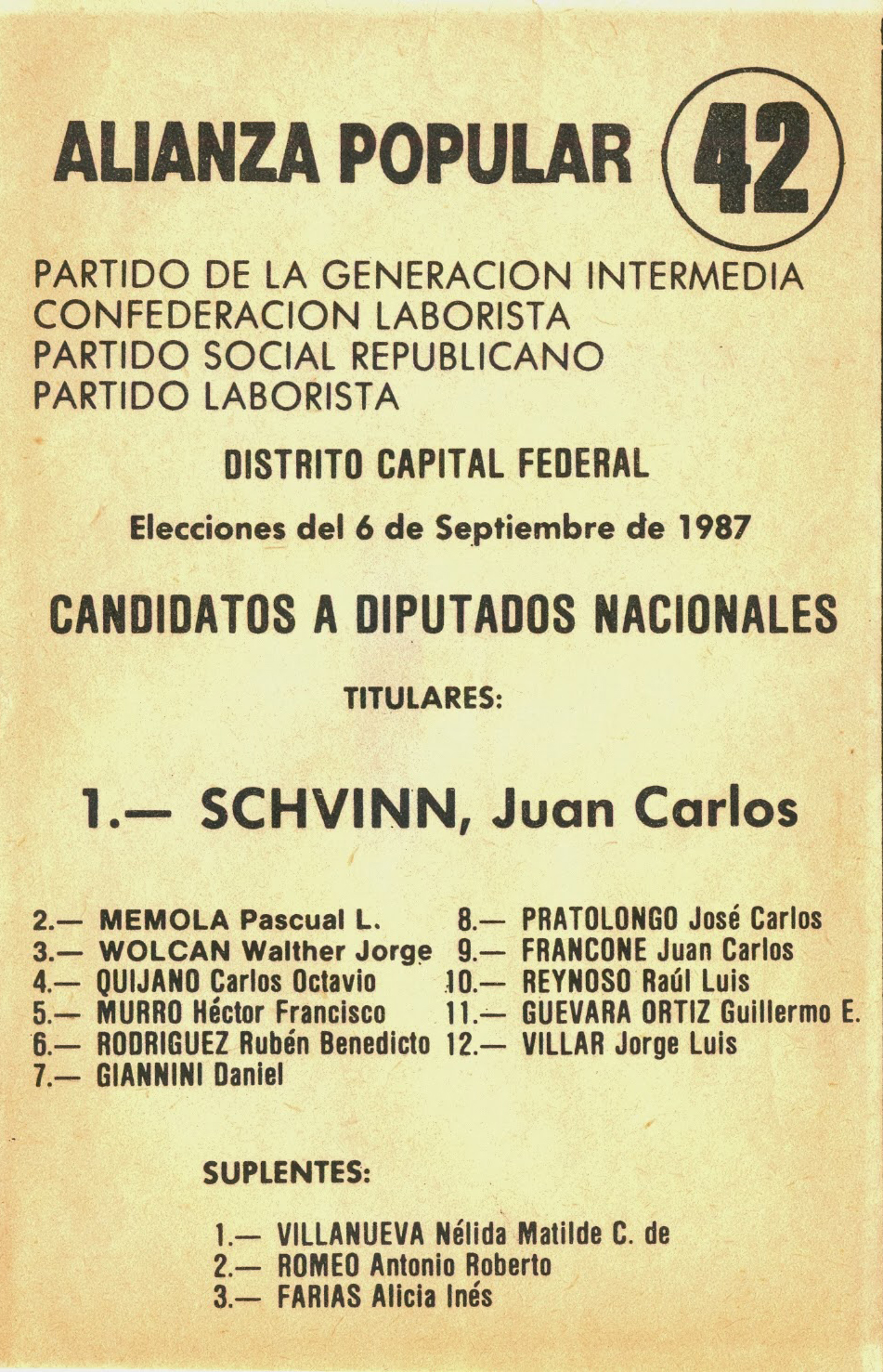
Alianza Popular

### Provincia de Buenos Aires

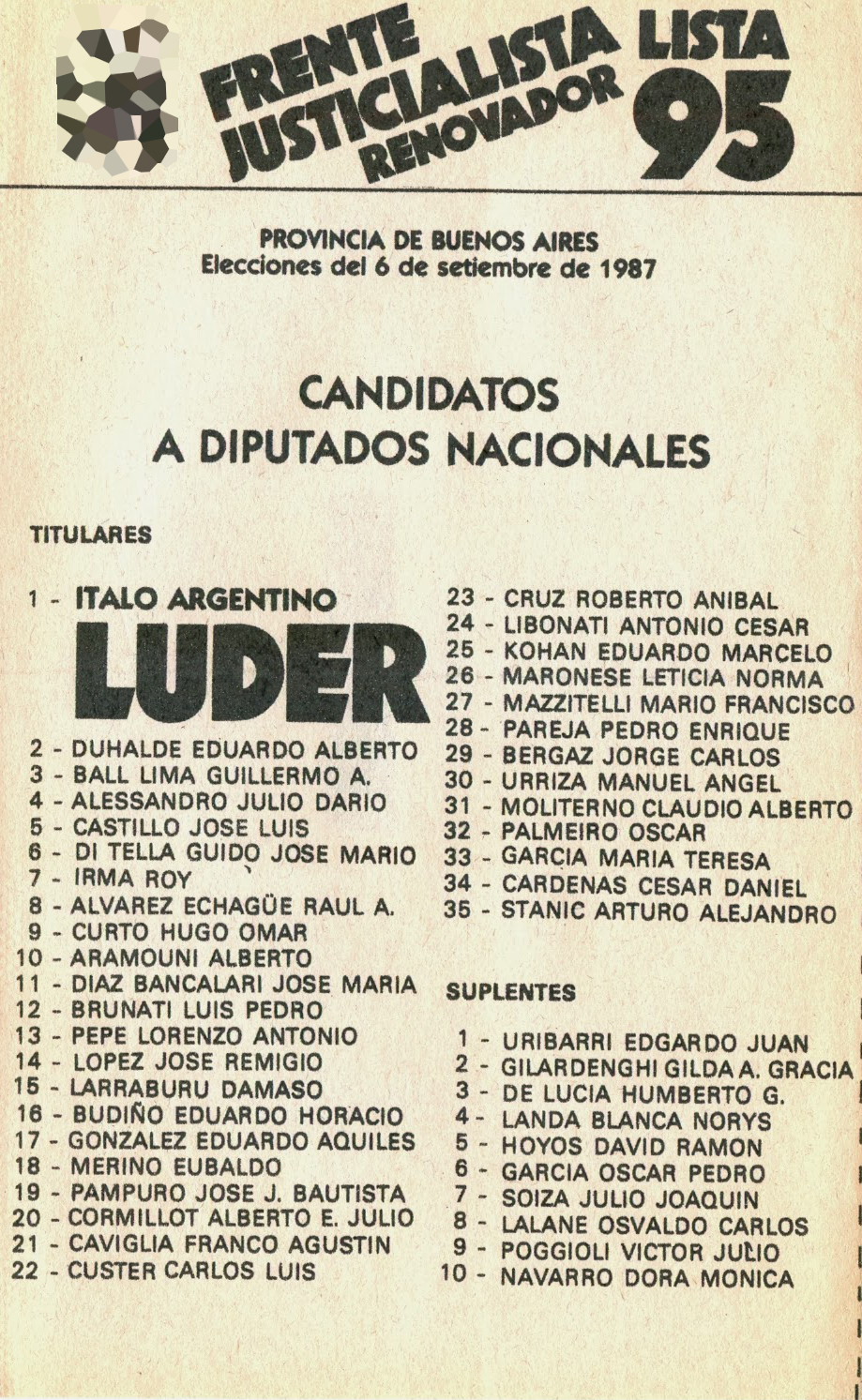
Frente Justicialista Renovador